# Trijnsmelken
Trijnsmelken, Katrijnsmelken of Sinte Catrijnsmelken was een boerengebruik in westelijk Nederland: het was iedereen geoorloofd andermans melkvee uit te melken dat nog rondliep in de wei in de nacht rond 25 november (de naamdag van Sint Catharina). Het gebruik is bekend in de provincie Zuid-Holland en de stad Utrecht.

## Bron
- M.W.J. de Bruijn et al. (red.), Ach Lieve Tijd. Dertien eeuwen Utrecht, de Utrechters en hun vertier, deel 7, Uitgeverij Waanders, Zwolle, 1985, p. 155.